# Jasmineira regularis
Jasmineira regularis är en ringmaskart som beskrevs av Hartman 1978. Jasmineira regularis ingår i släktet Jasmineira och familjen Sabellidae. Inga underarter finns listade i Catalogue of Life.